# Styrax steyermarkii
Styrax steyermarkii är en storaxväxtart som beskrevs av P.W. Fritsch. Styrax steyermarkii ingår i släktet Styrax och familjen storaxväxter. Inga underarter finns listade i Catalogue of Life.